# Diarrea
La diarrea (popularment cagarrines, cagarel·la, caguetes, cagueroles, caganya) és un trastorn consistent en tenir almenys tres deposicions intestinals soltes, líquides o aquoses cada dia. Sovint dura uns quants dies i pot provocar deshidratació a causa de la pèrdua de líquids. Els signes de deshidratació sovint comencen amb cansament, pèrdua de l'elasticitat normal de la pell i comportament irritable. Això pot progressar cap a una disminució de la micció, pèrdua del color de la pell, una freqüència cardíaca ràpida i un disminució de la capacitat de resposta a mesura que es torna més greu. Són normals les femtes fluixes però no aquoses en nadons que són exclusivament alletats.
La causa més comuna és una infecció dels intestins a causa d'un virus, un bacteri o un paràsit, una afecció també coneguda com a gastroenteritis. Aquestes infeccions s'adquireixen sovint a partir d'aliments o aigua que han estat contaminats per excrements, o directament d'una altra persona que està infectada. Els tres tipus de diarrea són: diarrea aquosa de curta durada, diarrea sanguinolenta de curta durada i diarrea persistent (durada més de dues setmanes, que pot ser aquosa o sagnant). La diarrea aquosa de curta durada pot ser deguda al còlera, encara que això és rar en els món desenvolupat. Si hi ha sang, també es coneix com a disenteria. Una sèrie de causes no infeccioses poden provocar diarrea. Aquestes inclouen la intolerància a la lactosa, síndrome de l'intestí irritable, sensibilitat no celíaca al gluten, malaltia celíaca, malaltia inflamatòria intestinal (com la colitis ulcerosa), hipertiroïdisme, diarrea per àcids biliars i una sèrie de medicaments (com la metformina o els antibiòtics). En la majoria dels casos, no calen cultius de femta per confirmar la causa exacta.
La diarrea es pot prevenir millorant el sanejament, l'aigua potable neta i el rentat de mans amb sabó. També es recomana la lactància materna durant almenys sis mesos i, en alguns països, la vacuna contra el rotavirus. El tractament d'elecció és la solució de rehidratació oral (SRO): aigua neta amb quantitats modestes de sals i sucre. Si no hi ha SRO comercials, es poden utilitzar solucions casolanes. S'ha estimat que aquests tractaments han salvat 50 milions de nens en els últims 25 anys. Quan les persones tenen diarrea es recomana que continuïn menjant aliments saludables i els nadons continuin amb la lactància materna. En aquells amb deshidratació severa, és necessària la teràpia intravenosa. La majoria dels casos, però, es poden gestionar bé amb líquids per via oral. Els antibiòtics, encara que s'utilitzen poques vegades, es poden recomanar en alguns casos, com ara aquells que tenen diarrea sanguinolenta. i febre alta, aquells amb diarrea severa després de viatjar i aquells que presentin bacteris o paràsits específics al cultiu o l'examen de la femta. La loperamida pot ajudar a disminuir el nombre de deposicions, però és no recomanat en persones amb malaltia greu.
Es produeixen entre 1,7 i 5 mil milions de casos de diarrea a l'any. És més comú als països en desenvolupament, on els nens petits tenen diarrea de mitjana tres vegades l'any. El total de morts per diarrea s'estima en 1,53 milions el 2019, per sota dels 2,9 milions el 1990. El 2012, va ser la segona causa més freqüent de morts en nens en menors de cinc anys (0,76 milions o 11%). Els episodis freqüents de diarrea també són una causa freqüent de malnutrició i la causa més freqüent en els menors de cinc anys. Altres problemes a llarg termini que poden derivar-hi inclouen creixement retardat i desenvolupament intel·lectual deficient.

## Classificació segons durada
Segons la durada de la diarrea podem parlar de dos tipus principals d'aquesta:
- Diarrea aguda: Quan la diarrea és menor a tres setmanes en nens i adults i de 4 en lactants.[12]
- Diarrea crònica: Quan la diarrea és superior a 3 setmanes en nens i adults i de 4 en lactants. El curs pot ser constant o intermitent.[13]

## Classificació segons mecanisme
Dins de la patologia diarreica podem trobar diferents tipus:
- Diarrea osmòtica: Aquesta es caracteritza per un increment del component no absorbible en el tub digestiu a causa d'una inadequada absorció de les substàncies nutritives presents a la llum intestinal. Conseqüentment, els líquids tampoc es reabsorbeixen i es queden a la llum intestinal. Generalment, aquest tipus de diarrea la trobem en patologies com les síndromes de malabsorció (malaltia celíaca, per exemple). L'altra causa possible és la utilització de laxants osmòtics.[14]
- Diarrea secretora: Aquesta es produeix per un increment de secreció d'electròlits, generalment sodi i clor, cap a la llum intestinal juntament amb aigua. Això és a causa d'una alteració en el mecanisme de transport de l'aigua i dels ions a través de l'epiteli de l'intestí. En la majoria dels casos predomina una disminució de l'absorció, però a vegades s'observa un increment inadequat en la secreció de líquids a la llum intestinal. En aquest cas es parla de diarrea aquosa. El primer objectiu del tractament és la correcció de la deshidratació, la qual es manifesta amb símptomes com set, mareig i vertigen.[15]
- Causada per un agent infecciós: Aquest tipus de diarrea és la més freqüent. La causa principal de gastroenteritis infantils són els rotavirus. Durant el període comprés entre el 1986 i el 2000 van ser responsables d'unes 440,000 morts de nens de <5 anys en tot el món cada any.[16] El virus infecta els enteròcits dels intestins i disminueix l'activitat dels enzims que digereixen els sucres, i disminueixen la reabsorció dels ions sodi i de l'aigua de l'intestí. En un 1,5%-5,6% dels casos de diarrea aguda, la infecció és bacteriana.[17]
- Causada per un tumor
- Diarrea exsudativa: Coneguda amb el nom de diarrea inflamatòria, aquesta es produeix quan apareix una lesió a la mucosa intestinal. Per exemplificar, inflamació, úlceres o tumefaccions que com a conseqüència provoquen un increment de la permeabilitat intestinal.
- Diarrea per fàrmacs: Diarrea causada per l'administració d'un fàrmac. Per exemplificar, diarrea per ibuprofé. Aquest provoca una inflamació de la mucosa intestinal.[18]
- Diarrea congènita: El terme engloba diversos trastorns hereditaris, la major part d'ells associada a anomalies en els enteròcits.[19][20]

## Simptomatologia
Les persones amb diarrea poden tenir els següents símptomes: 
- Vòmits
- Pèrdua de gana
- Enrampades a l'abdomen (la zona entre el pit i els malucs)
- Inflamació abdominal[21]
- Sensació de molèstia al voltant de l'anus.
- Necessitat urgent d'evacuar constantment
- Incapacitat de controlar els intestins (incontinència fecal)
- Calfreds
- Febre[22][13]

## Etiologia
Alguns dels casos diagnosticats de diarrea no poden ser relacionats amb una etiologia concreta. Tot i així, hi ha tota una sèrie de mecanismes que poden provocar un quadre de diarrea.
- Eubacteris, virus o paràsits (organismes molt petits que viuen dintre d'un organisme més gran).
  - Exemple: Giardia lamblia, Bacillus cereus
- Fàrmacs: Hi ha tota una sèrie de fàrmacs que poden provocar un quadre diarreic. Per exemple, antibiòtics, digoxina, AINE, diürètics, antihipertensius, laxants, etc.[23]
- Malaltia de Crohn.[24]
- Síndrome de l'intestí irritable.
- Malaltia celíaca.
- Intolerància a la lactosa.
- Síndrome de malabsorció.[25][26]

## Quan cal consultar als serveis sanitaris?
- Presència de sang o pus a la femta
- Femta negra
- Símptomes de deshidratació (set, vertigen, etc.)
- Febre superior a 38° o de 40° en el cas dels infants
- Ha viatjat recentment a un país estranger i, posteriorment presenta diarrea
- Si la diarrea no millora en dos o tres dies en el cas dels nens i en 5 dies en adults[25]

## Diagnòstic
El diagnòstic de la diarrea es realitzarà mitjançant, examen físic, anàlisi de sang i de femta. Tot i així, en alguns casos es poden fer les següents proves complementàries.
- Sigmoidoscòpia (un examen de l'interior del recte i part del còlon)[27]
- Colonoscòpia (un examen de l'interior de tot el colon)[13]

## Tractament
En molts casos de diarrea, l'únic tractament necessari és el reemplaçament dels líquids i sals perduts. Cal consumir brou, sopa, sucs de fruita, fruites suaus o verdures. Els nens han de beure un líquid especial que té tots els nutrients que necessiten. Aquestes solucions es venen sense recepta en supermercats o farmàcies. En alguns casos pot ser útil prendre fàrmacs per a detenir la diarrea.
El tractament general de la diarrea es pot classificar en 4 fases: rehidratació, nutrició adequada, tractament simptomàtic de la diarrea i dels símptomes acompanyants i tractament de l'agent específic o factor responsable de la diarrea.

### Rehidratació
Segons els tipus i gravetat de diarrea que presenti l'individu la rehidratació serà diferent. En primer lloc, s'intentarà la rehidratació via oral amb solucions amb osmolaritat reduïda i, en segon lloc, si no és possible via oral, via intravenosa. Cal esmentar, que l'ús del tractament de rehidratació oral està contraindicat en el maneig inicial de diarrees severes i en nens amb ili paralític, infeccions bucals doloroses i vòmits persistents.
En la diarrea aguda sense deshidratació aparent s'haurà d'aportar major quantitat de líquid que el perdut. En pacients menors d'un any de 50 a 100 ml. En nens grans o adults se'ls donarà tot el líquid que demanin.
En el cas de la diarrea aguda amb deshidratació clínica moderada, l'objectiu principal serà la rehidratació mitjançant l'ús de teràpia de rehidratació oral (TRO), utilitzant sals de rehidratació oral per a corregir el dèficit d'aigua i electròlits i recuperar l'equilibri hidroelectrolític.
Per al tractament de rehidratació oral, l'OMS té una fórmula equitativa per a tots els casos: 
- Clorur de sodi 3,5 g
- Hidrogencarbonat de sodi 2,5 g
- Clorur de potassi 1,5 g
- Glucosa 20 g

Aquests components s'han de diluir-ho en 1 litre d'aigua bullida o embotellada. Tot seguit, aquesta solució s'ha d'administrar en petites quantitats, segons tolerància de l'individu, cada 5 o 10 minuts. Es recomana beure entre 2 i 4 litres per dia d'aquest preparat.
Finalment, en les diarrees amb un grau de deshidratació elevat o xoc circulatori l'objectiu principal serà una rehidratació ràpida. Aquesta, es farà mitjançant la rehidratació endovenosa.
Quan el TRO no és possible via oral ni intravenosa, com a última opció, s'utilitza la via nasogàstrica.

### Recomanacions dietètiques
Hi ha tota una sèrie de recomanacions dietètiques que es realitzen davant una persona diagnosticada de diarrea.
- No prendre aliments sòlids durant les primeres 16 hores
- Beure aigua, aigua d'arròs o brou vegetal. Petites quantitats i sense forçar-se
- Quan aconseguim menys de 3 o 4 deposicions al dia s'introduirà la dieta sòlida, sempre en petites quantitats per poder comprovar la tolerància

Aliments recomanats
- Sopa d'arròs, arròs bullit.
- Sopa de pastanaga
- Puré de patates i patates bullides.
- Sopa de peix
- Sopa de plàtan verd
- Carns magres (pollastre, gall d'indi, etc.) a la planxa o bullides.

Aliments no recomanats
- Productes làctics: llet, formatges, etc.
- Fruites cítriques i verdures amb alt contingut de fibra (llimones, taronges, etc.)
- Pa integral
- Llegums
- Vegetals: ceba, bròquil, coliflor, etc.
- Xocolata, caramels, pastissos, etc.

### Fàrmacs antidiarreics
- Agonistes dels opioides, com la loperamida.[31]
- Compostos col·loïdals de bismut. Per exemple el salicilat de bismut.[32]
- Resines que s'uneixen a les sals biliars.[33]
- Octreòtid, que és un anàleg sintètic de la somastatina.[34]

### Tractament antibiòtic
Segons el tipus de diarrea, un cop obtinguts els resultats del cultiu microbiològic, caldrà estudiar si es necessita tractament antibiòtic o no. Els antibiòtics només són efectius en les diarrees causades per bacteris. Hi ha tota una sèrie d'antibiòtics utilitzats per combatre la diarrea.
- Vancomicina: Dosi de 0,5 a 3 mg cada 6 hores o bé, metronidazole de 500-700 mg cada 6 hores per aquelles diarrees produïdes per Clostridium difficile.[35]
- Cotrimoxazole: Combinació de trimetoprim i sulfametoxazole.[36] Dosi de 40 mg/kg cada dia durant 5 dies per aquelles diarrees produïdes per Shigella dysenteriae.[37]
- Eritromicina: Dosi de 250 mg quatre cops al dia. Pautat per diarrees desencadenades per Campylobacter jejuni.[38]

## Prevenció
Hi ha tota una sèrie d'actuacions que poden ajudar a prevenir malalties que provoquen diarrea. Aquestes actuacions estan relacionades amb les activitats de la via diària.
- Bona higiene de mans prèvia i posterior anar al lavabo
- Educació per a la salut en nens evitant així que es posin tot tipus d'objectes a la boca
- Dieta saludable, dieta mediterrània
- Vacunació contra rotavirus
- Bona educació per a la salut referent a la transmissió d'infeccions

A l'hora de viatjar a zones subdesenvolupades cal tenir en compte tota una sèrie de consells:
- No menjar productes làctics
- Només beure aigua embotellada i no utilitzar gel
- No menjar verdures crues ni fruita sense pell
- No consumir marisc ni carn crua[39]